# Polsko-Czeska Grupa Poeci ’97
Die Polsko-Czeska Grupa Poeci ’97 wurde 1997 in Nowa Ruda (Niederschlesien, Polen) gegründet.

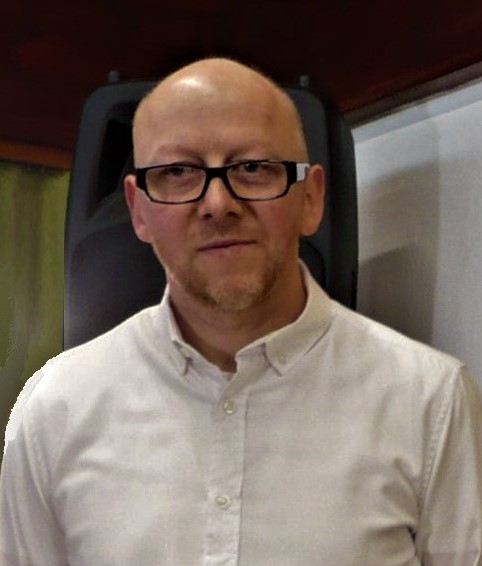
Krzysztof Karwowski

Die Gründer waren Menschen, die das Ergebnis der Noworudzki Klub Literacki Ogma geschaffen haben: Anthologien und Bände sowie interessante künstlerische und poetische Veranstaltungen. Die Gruppe konzentrierte sich auf intensivere Verlagstätigkeiten und pflegte gegenseitige Kontakte hauptsächlich durch Korrespondenz. Die Inspiration für diese Transformation waren Worte aus Karol Maliszewskis Werk mit dem Titel „Völlig treue Dichter“: „Sie werden etwas anderes schreiben / 1997 werden Sie von ihnen hören / die Wiederauferstehung des Gedichts wird angekündigt“.

## Gründer
Krzysztof Karwowski und Tomasz Leśniowski.

## Mitglieder
Elżbieta Antoś, Lidia Bryk-Mykietyn, Magda Gazur, Daniel Gwoździk, Miloš Hromádka (Tschechien), Krzysztof Karwowski, Marek M. Kielgrzymski, Bogdan Klim, Věra Kopecká (Tschechien), Tomasz Leśniowski, Piotr Wiktor Lorkowski, Karol Maliszewski, Antoni Matuszkiewicz, Lidia Niekraś,  Aneta Oczkowska, Mariusz Poźniak, Tomasz Proszek, Beata Rumak-Eisfeld, Anna Szpak, Renata Szymik, Karolina Trybała (Deutschland).

## Veröffentlichungen
1. Ingeborg Bachmann „Nocny rejs“, Übersetzung K. Karwowski, 1997
2. Anthologie „Wiersze dla kilku przyjaciół“, 1997
3. David Magen „odłamek macewy“,  1997
4. Anthologie „miasto poetów“, 1997
5. Mariusz A. Poźniak „Senne podróże“, 1997
6. David Magen „niedziela w kłodzku“, 1998
7. Władysław Krupa „Wiersze niektóre“, 1998
8. Anthologie „Szklany parnas“, 1998
9. Katarzyna Brzóska „Kolory na środku“,  1999
10. „Noworudzki Klub Literacki Ogma. Grupa Poeci '97“, 1999
11. David Magen „Dzień mózgu“,  2000
12. Krzysztof Karwowski, „HiQ“, 2000